# Шойфет, Михаил Семёнович
Шойфет Михаил Семёнович (род. 26 августа 1947, Вена, Австрия — 22 октября 2013) — гипнотизёр, автор оригинальной методики психофизической саморегуляции. Журналист, член Союза журналистов Москвы и России, автор книги «Сто Великих Врачей» (2004) и множества публикаций по истории и практике гипноза.

## Биография
Родился 26 августа 1947 года в Вене, Австрия. В 1980 году создал эстрадный номер «Театр гипноза» — первое театрализованное музыкальное шоу гипноза в СССР — и выступал с ним с 1985 по 1992 год, будучи артистом Московской областной филармонии.
C 1992 по 2000 год публиковался в газетах и других изданиях.
В конце 1990-х годов преподавал в Академии психологии при Институте психологии РАН.
С 2001 по 2003 год вёл рубрику «Наука властвовать собой» в еженедельнике «АиФ Здоровье».
В последние годы жизни Шойфет жил в Германии (город Йена в Тюрингии), вёл литературную и научно-просветительскую деятельность в области гипнологии, являясь страстным популяризатором гипносуггестивного метода.

## «Театр гипноза»
Шойфет рассматривал «сценический гипноз» как вид искусства. Он получил известность в 1980-х годах благодаря выступлениям на сцене с программой «Театр гипноза». Отличительной особенностью работы Шойфета на сцене был не отбор гипнабельных участников, а гипнотизация всех без исключения желающих, число которых ограничивал только размер сцены. Число «актёров» на его выступлениях доходило до трёхсот человек. По отзывам прессы, это были одни из самых масштабных демонстраций искусства гипноза, проводившихся когда-либо. Спектакли продолжались до пяти часов.
Представления «Театра гипноза» неоднократно освещались в прессе и на телевидении.
Кроме собственно представления гипнотических феноменов Шойфет также объяснял, как осуществлять саморегуляцию непроизвольных функций организма и учил самогипнозу, а также техникам «психологического самопрограммирования», направленным на улучшение творческих, физических и интеллектуальных способностей

## Литературная деятельность
Книга Шойфета «Сто Великих Врачей» с успехом переиздавалась пять раз (в 2005, 2006, 2008, 2009 гг.), большими тиражами. Кафедра истории медицины и правоведения медицинского университета имени Н. И. Пирогова рекомендует книгу студентам в качестве учебной литературы по истории медицины.

## Оценки деятельности
Заместитель директора Института психологии РАН В. Н. Дружинин в предисловии к книге Шойфета «Нераскрытые тайны гипноза» отмечает его «огромные заслуги в области популяризации гипноза» и называет его «классиком отечественного гипноза».